# 駒場公園 (佐久市)
駒場公園（こまばこうえん）は、長野県佐久市に所在する都市公園である。長野県都市公園条例に基づく名称は「長野県駒場公園」であるが、公式ウェブサイトでは「佐久市駒場公園」と表記され、または単に「駒場公園」とも呼ばれる。

## 歴史
1906年11月13日、馬政局官制に基づき佐久平中部に位置する当時の長野県北佐久郡三井村に長野種馬所が開設された。第二次世界大戦中には、現在の駒場公園に相当する付近から南南西に向かって、長野種馬所の敷地などに幅120m・長さ1.5kmの海軍岩村田飛行場が建設されたが、完成することなく終戦を迎えた。長野種馬所は戦後の1946年に乳牛やヤギ、ウサギの繁殖を行う長野種畜牧場、のちに2009年には組織再編のため、家畜改良センター茨城牧場長野支場に改組している。
1979年4月、佐久市立図書館開館。同年7月21日、長野種畜牧場隣接地に新たな公園を着工、1980年12月6日に駒場公園と佐久創造館が開館した。1982年7月17日にはプール、1983年には佐久市立近代美術館が完成している。北側の創錬の森には2015年に市民創錬センター、2020年には長野県立武道館が竣工した。
2018年から、例年9月にアニメソングイベント「ナガノアニエラフェスタ」が開催される

## 施設
佐久市街を南北に走る長野県道138号香坂中込線と交差する駒場公園入口交差点から東へ向かう通りの南側の、創造の森と呼ばれるエリアには佐久創造館、佐久市立中央図書館、佐久市立近代美術館の建物と、中央広場、屋内・屋外プール、テニスコート、弓道場、多目的広場、ギリシャ劇場などがある。通りの北側の、創錬の森には長野県立武道館と市民創錬センターが建つ。中央広場、創造館と武道館は長野県、その他は佐久市が管理する。創造館、図書館、美術館、武道館の詳細はそれぞれの記事を参照のこと。

### プール
屋外プールは夏季のみの営業で、全長180mの流水プールと、高さ8m・長さ22mのウォータースライダーを備える。屋内の温水プールは25m×13mの6コースの大プールと、10m×8mの小プールがある。

### テニスコート
4面あり、軟式・硬式のプレイが可能である。

### 弓道場
近的（6人立）、遠的（3人立）の射場を備える。

### ギリシャ劇場
598人収容の屋外劇場。

### 屋外芸術
佐久市立近代美術館は、佐久市出身の美術商油井一二から作品の寄贈を受けて1983年に開館した。館外の公園内にも21体の屋外彫刻が展示されている。田辺光彰による『さく』と題されたオブジェは、高さ40mの銀色の風導塔の先端で浅間山から吹く風をとらえ、塔の下の建物内の佐久石に開けた穴から、耳で感じることのできる作りになっている。

### 市民創錬センター
ステージ、グランドピアノ、三面鏡を備えた大会議室、視聴覚室、料理講習室、5部屋の多目的室などを有し、市民の文化活動に利用される。

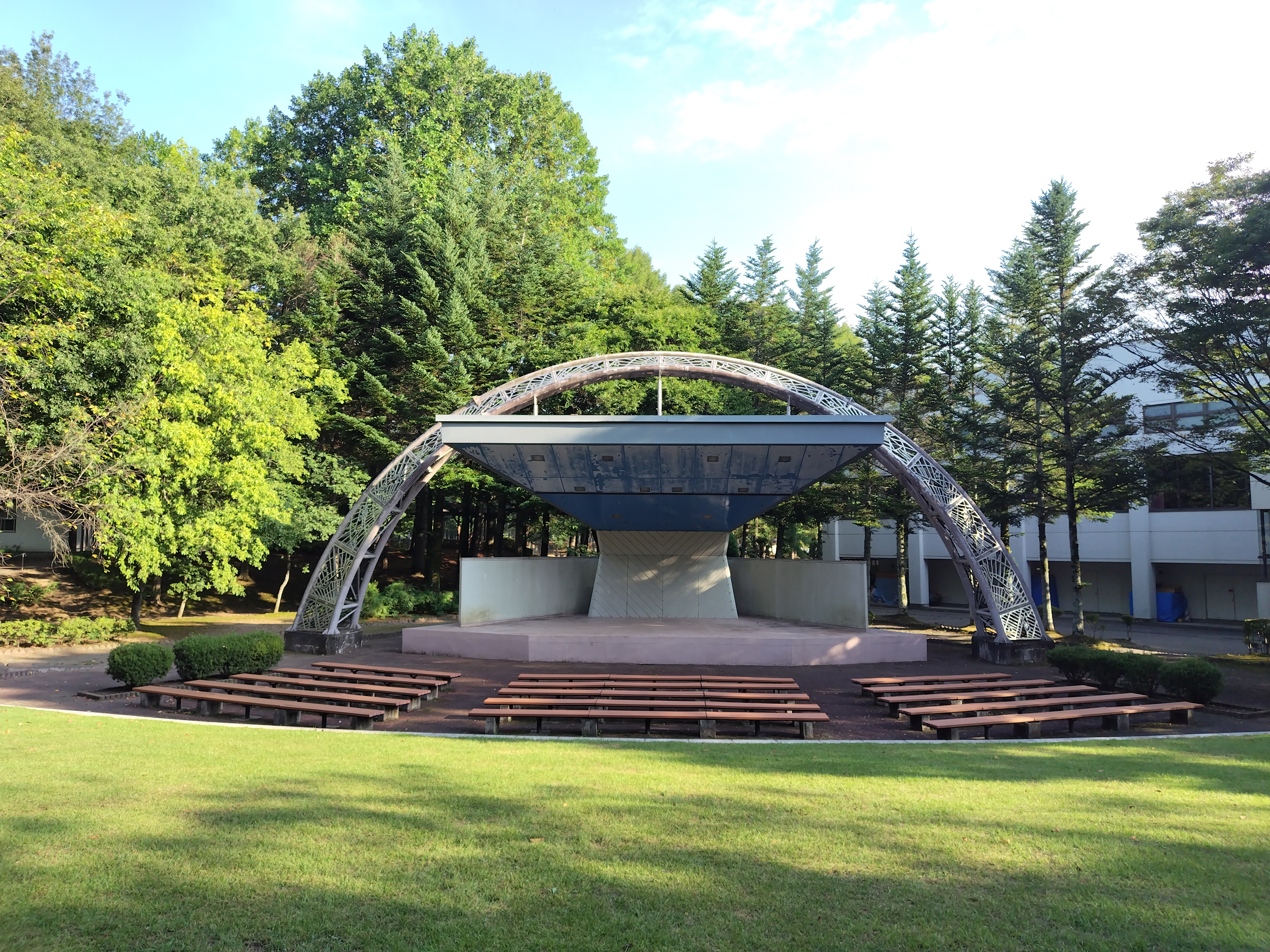
ギリシャ劇場
田辺光彰『さく』
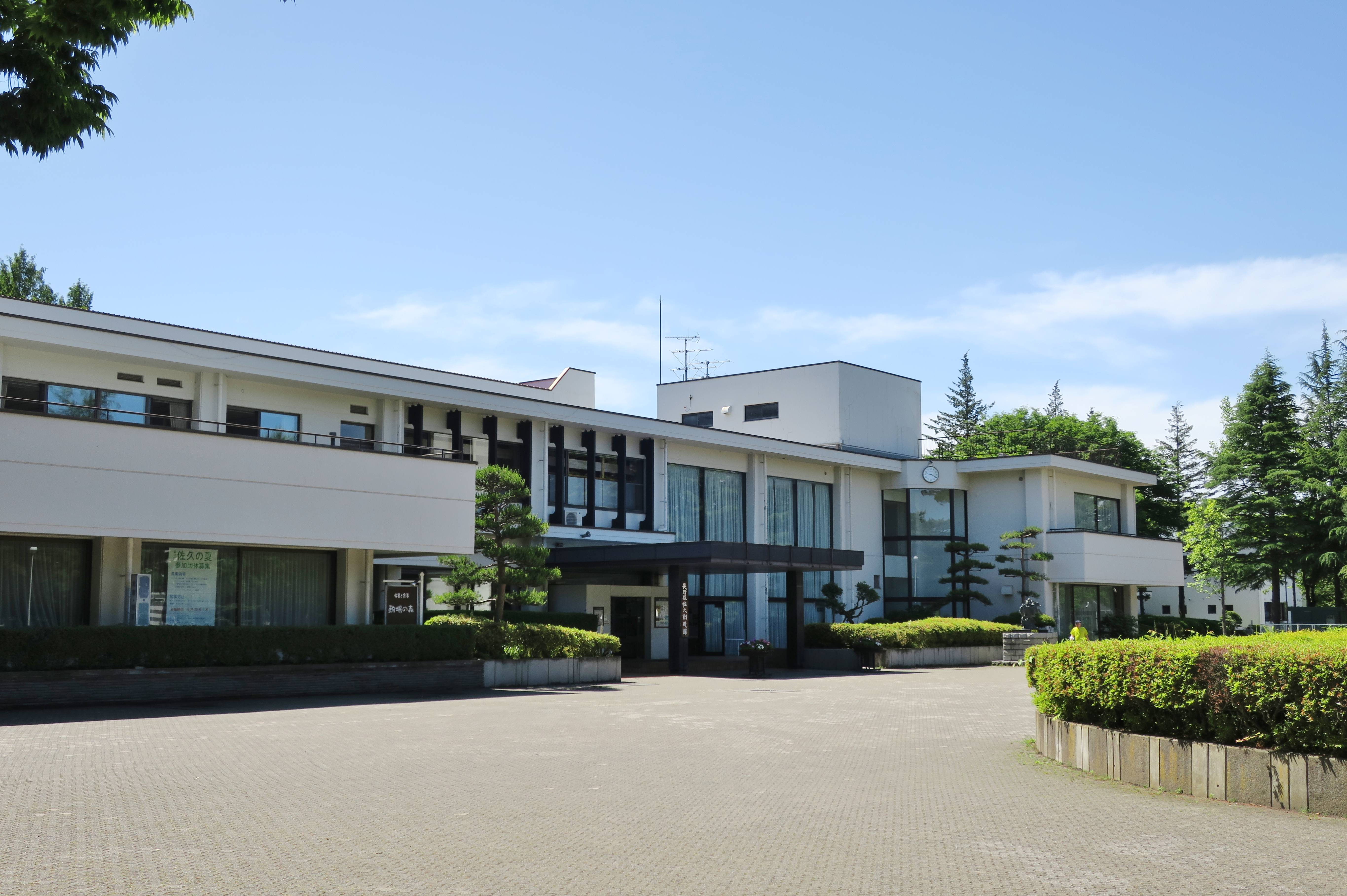
佐久創造館
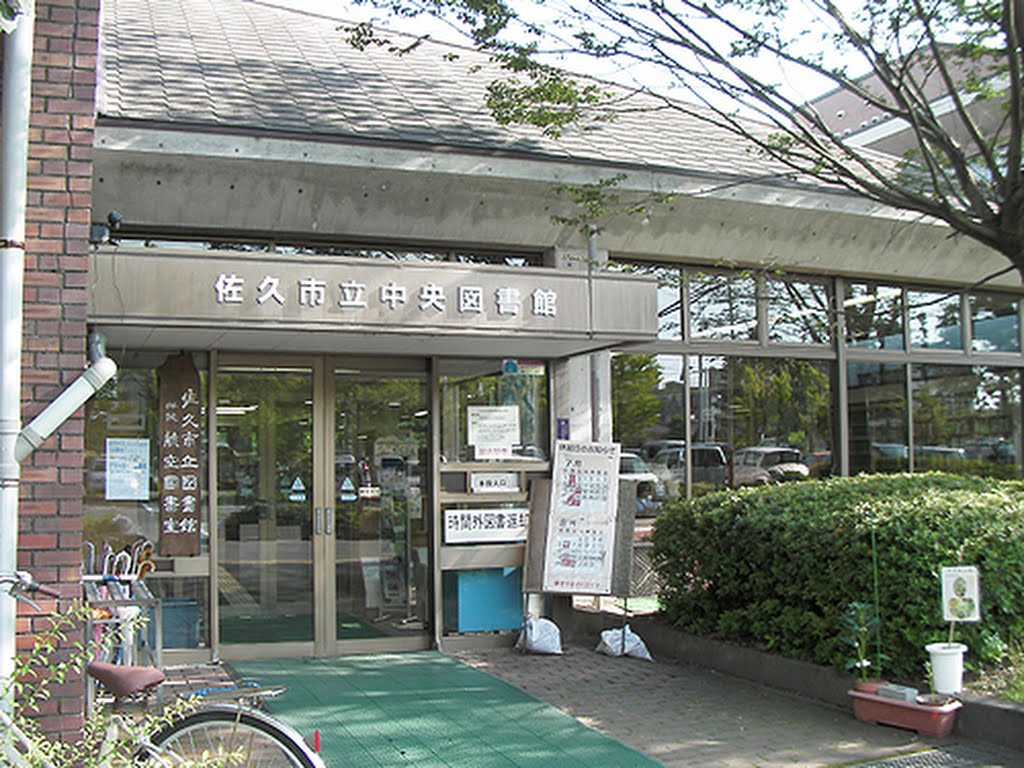
佐久市立中央図書館
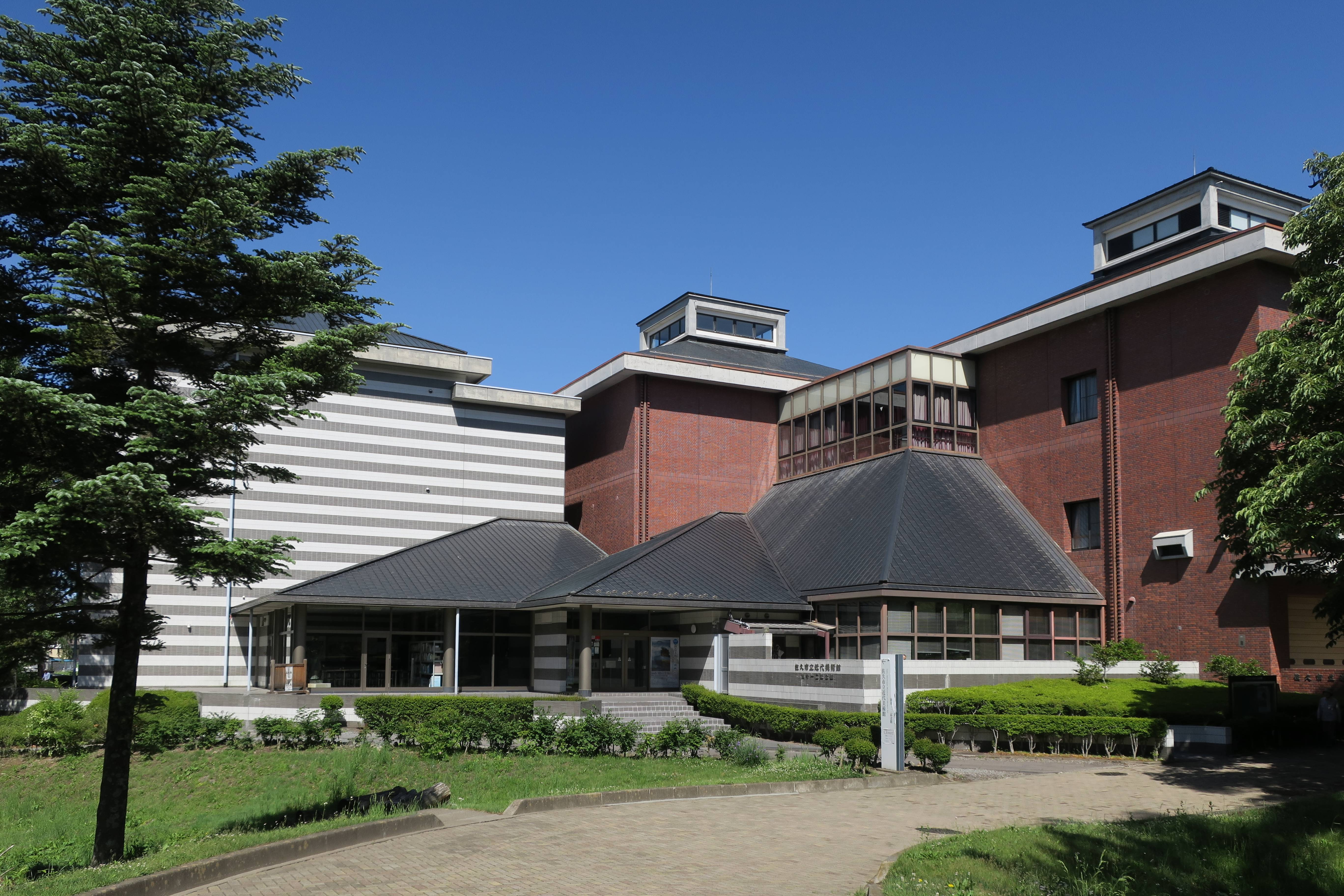
佐久市立近代美術館

## 近隣
最寄り駅のJR小海線北中込駅へは西へ徒歩20分ほど。南西1.5kmほどには佐久市役所があり、佐久地区の中心市街地に位置する。南西1kmほどの県道沿いには佐久市総合体育館、南南東3kmほどの丘陵地には陸上競技場や野球場を備える佐久総合運動公園がある。公園の西側には浅間佐久自動車学校が隣接する。